# Campionato Panamericano 1987 (hockey su pista)
Il campionato panamericano di hockey su pista 1987 è stata la terza edizione dell'omonimo torneo di hockey su pista per squadre nazionali maschili americane. Il torneo si è svolto negli Stati Uniti a Indianapolis dal 9 al 15 agosto 1987.
A vincere il torneo fu l'Argentina per la seconda volta nella sua storia sconfiggendo in finale gli Stati Uniti.

## Formula
Il campionato panamericano 1987 fu disputato da cinque selezioni nazionali. La formula della competizione fu divisa in due fasi. Nella prima fase le compagini partecipanti disputarono un girone all'italiana con gare di sola andata. Vennero attribuiti due punti per l'incontro vinto, uno per l'incontro pareggiato e zero in caso di sconfitta. Dopo la prima fase le prime quattro squadre classificate disputarono le semifinali e la finale; la squadra vincitrice della finale venne proclamata campione.

## Squadre partecipanti
| Squadra     | Partecipazioni precedenti al torneo |
| ----------- | ----------------------------------- |
| Argentina   | 2 (1979, 1983)                      |
| Brasile     | 2 (1979, 1983)                      |
| Colombia    | Esordiente                          |
| Porto Rico  | 1 (1979)                            |
| Stati Uniti | 2 (1979, 1983)                      |

Nota bene: nella sezione "partecipazioni precedenti al torneo" le date in grassetto indicano la squadra che ha vinto quell'edizione del torneo

## Svolgimento del torneo

### Prima fase
| Pos. | Squadra     | Pt | G | V | N | P | GF | GS | DR  |
| ---- | ----------- | -- | - | - | - | - | -- | -- | --- |
| 1.   | Argentina   | 7  | 4 | 3 | 1 | 0 | 32 | 5  | +27 |
| 2.   | Stati Uniti | 7  | 4 | 3 | 1 | 0 | 25 | 8  | +17 |
| 3.   | Brasile     | 4  | 4 | 2 | 0 | 2 | 34 | 10 | +24 |
| 4.   | Colombia    | 2  | 4 | 1 | 0 | 3 | 22 | 20 | +3  |
| 5.   | Porto Rico  | 0  | 4 | 0 | 0 | 4 | 0  | 71 | -71 |

| Data      | Ora | Gara      | Gara | Gara        |
| --------- | --- | --------- | ---- | ----------- |
| 9 agosto  |     | Argentina | 9-2  | Colombia    |
| 9 agosto  |     | Brasile   | 30-0 | Porto Rico  |
| 10 agosto |     | Argentina | 15-0 | Porto Rico  |
| 10 agosto |     | Colombia  | 3-8  | Stati Uniti |
| 11 agosto |     | Brasile   | 2-4  | Stati Uniti |

| Data      | Ora | Gara       | Gara | Gara        |
| --------- | --- | ---------- | ---- | ----------- |
| 11 agosto |     | Colombia   | 16-0 | Porto Rico  |
| 12 agosto |     | Argentina  | 3-3  | Stati Uniti |
| 12 agosto |     | Brasile    | 2-1  | Colombia    |
| 13 agosto |     | Argentina  | 5-0  | Brasile     |
| 13 agosto |     | Porto Rico | 0-10 | Stati Uniti |

### Fase finale
|  | Semifinali | Semifinali  | Semifinali  |             |           | Finale          | Finale          | Finale          |  |
|  |            |             |             |             |           |                 |                 |                 |  |
|  | 1          | Argentina   | 4           |             |           |                 |                 |                 |  |
|  | 1          | Argentina   | 4           |             |           |                 |                 |                 |  |
|  | 4          | Colombia    | 2           |             |           |                 |                 |                 |  |
|  | 4          | Colombia    | 2           |             | Argentina | Argentina       | 4               |                 |  |
|  |            |             |             |             | Argentina | Argentina       | 4               |                 |  |
|  |            |             | Stati Uniti | Stati Uniti | 3         |                 |                 |                 |  |
|  | 2          | Stati Uniti | Stati Uniti | Stati Uniti | 3         | 4               |                 |                 |  |
|  | 2          | Stati Uniti |             |             |           | 4               |                 |                 |  |
|  | 3          | Brasile     | 1           |             |           | Finale 3º posto | Finale 3º posto | Finale 3º posto |  |
|  | 3          | Brasile     | 1           |             |           |                 |                 |                 |  |
|  |            |             |             |             |           |                 |                 |                 |  |
|  |            |             |             |             |           | Colombia        | Colombia        | 1               |  |
|  |            |             |             |             |           | Colombia        | Colombia        | 1               |  |
|  |            |             |             |             |           | Brasile         | Brasile         | 6               |  |